# Pierre Crié
Pierre Crié (né le 24 août 1814 à Laval et mort le 13 mars 1889 dans la même ville) est un médecin français. Il est le père de Pauline Crié, une scientifique française, épouse de Daniel Oehlert. Il est chevalier de la Légion d'Honneur en 1872.

## Biographie
Il est le fils de Pierre Crié, teinturier à Laval et de Josèphe Martinié. Il débute comme médecin à Laval en 1838 après sa thèse de médecine. En 1850, il est le promoteur de la création d'un dispensaire à Laval afin de lutter contre les maladies vénériennes. Il est nommé en 1852 médecin des épidémies et intervient dans les circonstances suivantes :
- épidémie de malaria à La Bazouge-de-Chemeré en 1853, touchant 300 habitants sur une population de 400. Il permet de faire assécher un étang qui était la cause principale de l'épidemie aux dépens d'un grand propriétaire Henri de La Rochelambert qui le poursuit jusqu'au Conseil d'Etat. Dans un rapport relatif à l'insalubrité de l'étang de la Bazouge-de-Chemeré, Pierre Crié considérait le miasme paludéen comme la cause unique indiscutable de toutes ces fièvres intermittentes ;
- une épidémie de Fièvre typhoïde en 1856 dans trois communes de l'Arrondissement de Laval, avec 265 personnes atteintes. Le rapport qu'il soumet sur cette épidémie à l'Académie de Médecine lui vaut une médaille d'argent ;
- une épidémie de diphtérie en 1860 à Saint-Georges-sur-Erve, qu'il peut réduire sensiblement ;
- une épidémie de violentes coliques à Arquenay en 1864 concernant 128 personnes, à la suite d'un empoisonnement au plomb contenu dans de la farine, qu'ils arrivent à sauver, à part 2 personnes qui restent paralysées ;
- une épidémie de choléra en 1867 qui touche l'arrondissement de Laval.

Il est conseiller municipal à Laval entre 1860 et 1872. Il met en place lors de la guerre franco-allemande de 1870 un système d'ambulance dès lors que Laval devient le centre d'évacuation des malades et des blessés de la 2e armée de la Loire.

## Publications
- Questions sur diverses branches des sciences médicales, thèse, 1838.
- Rapport final  sur une épidémie d'intoxication saturnine dans trois communes de l'arrondissement de Laval, Académie impériale de médecine, 1864.